# Frontline
Frontline é um programa de televisão estadunidense que produz documentários detalhados sobre uma variedade de histórias e questões nacionais e internacionais.  Produzido pela WGBH-TV em Boston, o programa é distribuído e exibido pela PBS nos Estados Unidos.

## Programa
Desde sua estréia em 17 de janeiro de 1983, Frontline transmitiu 40 temporadas, com mais de 757 episódios. Mais de 200 documentários da série estão disponíveis no site do programa, com novos documentários disponibilizados para transmissão on-line gratuita, ao mesmo tempo que sua transmissão na PBS.

## Prêmios e indicações

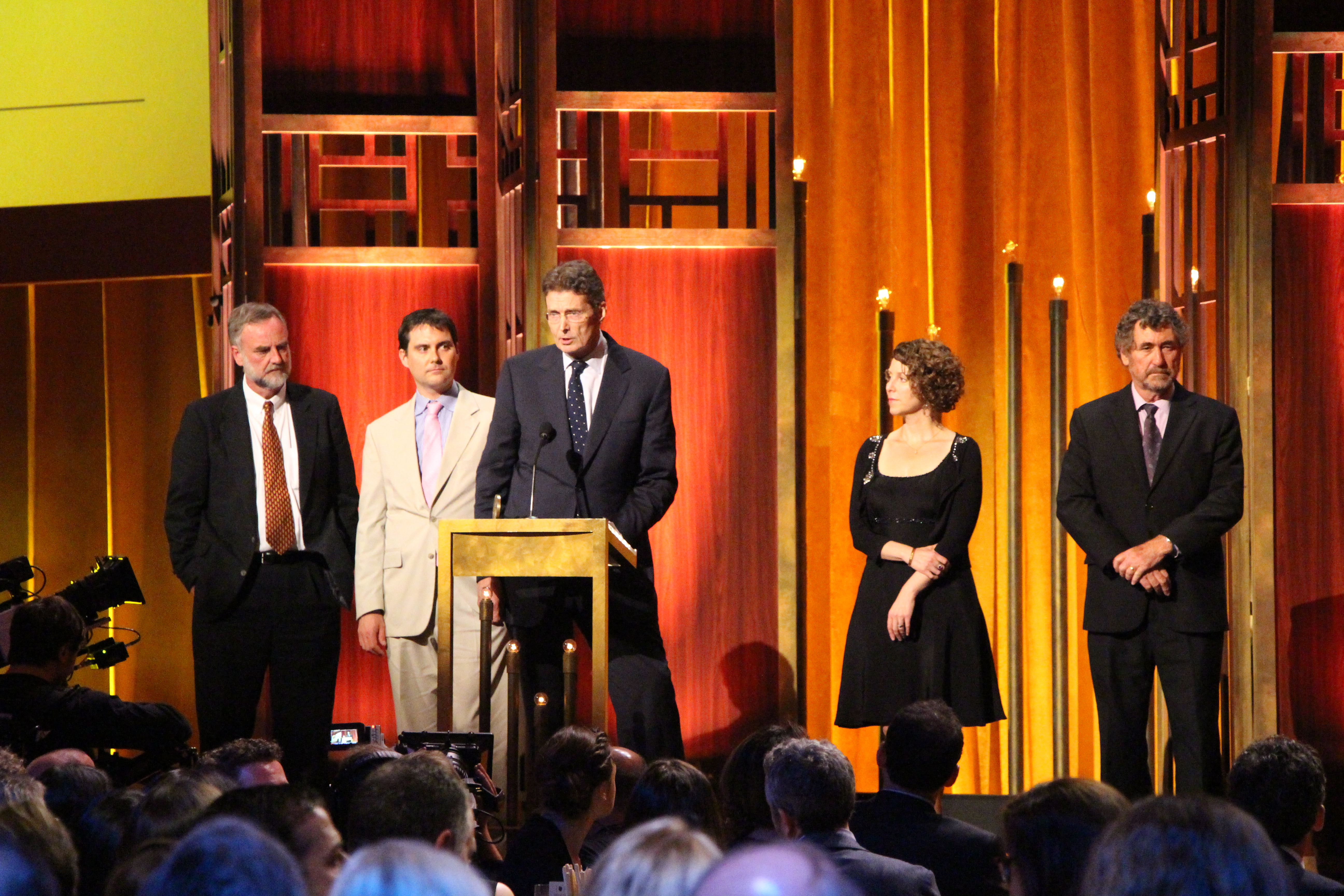
Os produtores do filme "United States of Secrets" (2014) do Frontline, na 74ª Peabody Awards.

Em julho de 2016, Frontline havia ganhado um total de 75 Emmy Awards e 18 Peabody Awards.